# Podocarpus drouynianus
Podocarpus drouynianus là một loài thực vật hạt trần trong họ Thông tre, có nguồn gốc ở tây nam của Tây Úc. Loài này được F.Muell. miêu tả khoa học đầu tiên năm 1864.